# Sông băng Đảo Pine
Sông băng Đảo Pine là một dòng băng lớn, và là sông băng tan nhanh nhất ở Nam Cực, tạo ra khoảng 25% băng tan ở Nam Cực. Các dòng sông băng chảy theo hướng tây-tây bắc dọc theo phía nam dãy núi Hudson tới Vịnh Pine Island, Biển Amundsen, Nam Cực. Nó được lập bản đồ bởi Điều tra Địa chất Hoa Kỳ (USGS) từ các cuộc khảo sát và các bức ảnh không quân Hoa Kỳ (USN), 1960-66, và được đặt tên bởi Ủy ban Cố vấn về Nam Cực tên (US-ACAN) gắn với vịnh Đảo Pine Island.
Khu vực được thoát nước bởi sông băng đảo Pine bao gồm khoảng 10% của băng tại Tây Nam Cực. Các phép đo vệ tinh cho thấy rằng lưu vực sông băng đảo Pine có sự đóng góp lớn hơn của băng vào biển so với các lưu vực thoát nước khác trên thế giới và điều này đã tăng lên do sự gia tăng gần đây của dòng băng.
Dòng nước đá rất xa, với trạm nghiên cứu bị chiếm đóng gần nhất ở Rothera, gần 1300 km. Khu vực này không phải là tuyên bố của bất kỳ quốc gia và Hiệp ước Nam Cực nghiêm cấm bất kỳ tuyên bố mới trong khi nó có hiệu lực.